# Четирок
Чèтирок, Четирог или Чèтирник (на гръцки: Μεσοποταμία, Месопотамия, до 1926 година Τσετιράκι, Цетираки или Τσετεράκι, Цетераки) е село в Егейска Македония, Гърция, дем Костур, област Западна Македония.

## География
Селото е разположено на 10 километра западно от демовия център Костур, в Костурската котловина между Бистрица (наричана тук Белица), Рулската, Четирската и Ошенската река, поради което и носи името Четирок.

## История

### В Османската империя
Селото се споменава в османски дефтер от 1530 година под името Четрекос с християнски 95 семейства В края на XIX век Четирок е смесено българо-турско село в Костурска каза на Османската империя. Александър Синве (Les Grecs de l’Empire Ottoman. Etude Statistique et Ethnographique), който се основава на гръцки данни, в 1878 година пише, че в Четорок (Tchétorok) живеят 1800 гърци. В „Етнография на вилаетите Адрианопол, Монастир и Салоника“, издадена в Константинопол в 1878 година и отразяваща статистиката на населението от 1873 година, Четирок (Tchétirok) е посочено като село с 280 домакинства с 520 жители българи и 180 мюсюлмани. Според статистиката на Васил Кънчов („Македония. Етнография и статистика“) в 1900 година Четирок има 360 жители българи християни, а мюсюлманското население от 440 души е посочено като българи мохамедани, а не като турци.
На Етнографската карта на Битолския вилает на Картографския институт в София от 1901 година Четирок е смесено българо-влашко-турско село в Костурската каза на Корчанския санджак със 177 къщи.
Според Тодор Симовски мюсюлманите в селото са турци, а не помаци.
В началото на XX век всички християнски жители на Четирок са под върховенството на Българската екзархия. По данни на секретаря на екзархията Димитър Мишев („La Macédoine et sa Population Chrétienne“) в 1905 година в селото има 456 българи екзархисти и функционира българско училище. Учителят Иван Стефанов е арестуван от турските власти на 25 април 1903 година заедно с Михаил Кимов, учител в Дреничево. Селото праща башибозук, който опожарява и разграбва съседните български села по времето на Илинденското въстание.
Гръцка статистика от 1905 година представя селото като гръцко-турско – с 850 жители гърци и 200 жители турци, но други гръцки сведения потвърждават, че селото е екзархийско. Според Георги Константинов Бистрицки Четирок преди Балканската война има 70 български и 80 турски къщи, а според Георги Христов и 1 куцовлашка.
При избухването на Балканската война в 1912 година четирима души от Четирок са доброволци в Македоно-одринското опълчение.
На етническата карта на Костурското братство в София от 1940 година, към 1912 година Четирокъ е обозначено като българо-турско селище.

### В Гърция
През войната селото е окупирано от гръцки части и остава в Гърция след Междусъюзническата война. Боривое Милоевич пише в 1921 година („Южна Македония“), че Четирок има 55 къщи славяни християни и 110 къщи турци. През 20-те години мюсюлманското население на Четирок се изселва в Турция и на негово място са заселени понтийски гърци, бежанци от Мала Азия, които в 1928 година са 545 или според други данни 141 семейства и 594 души.
Населението традиционно произвежда жито, тютюн и боб, а се занимава частично и със скотовъдство.
В 1926 година селото е прекръстено на Месопотамия, в превод междуречие. В 1940 година има 1552 души, от които 684 българоговорещи, а останалите понтийци.
През Втората световна война Четирок е в италианската окупационна зона и селото е основна опорна точка на Македоно-българския комитет в Костурско. След преминаването на района под германско управление в Четирок продължава функционира ядро на българската паравоенна организация Охрана с четири чети. Българските четници се сражават на няколко пъти с гръцките андартски чети и с частите на ЕЛАС. На 11 януари 1944 година партизани на ЕЛАС след бой с местната милиция превземат селото, извършват насилия и опожарявания
По време на Гръцката гражданска война селото дава 42 убити, а 191 се изселват в социалистическите страни. Две деца са изведени извън страната от комунистическите власти като деца бежанци. След войната много от жителите на Четирок емигрират отвъд океана в Австралия, САЩ и Канада.
От 2011 година новата махала в местността Палиностудес се води отделно селище.
Старите църкви в Четирок са „Света Троица“ и параклисът „Свети Георги“. През XX век е построена „Св. св. Петър и Павел“.
В Четирок има понтийски културен център, който има за цел запазването на понтийската гръцка култура. Центърът провежда ежегодишна възпоменателна церемония на 19 май в близост до река Бистрица в памет на изхода на понтийските гърци от Мала Азия.
Четирок има футболен отбор, наречен „Астрапи“.
| Име       | Име          | Ново име     | Ново име     | Описание                                       |
| --------- | ------------ | ------------ | ------------ | ---------------------------------------------- |
| Добролища | Ντρομπολίσκα | Ксерохорафа  | Ξεροχώραφα   | местност ЮЗ от Четирок в посока Добролища      |
| Ситка     | Σίτκα        | Врахопотамос | Βραχοπόταμος | река приток на Четирската река                 |
| Гуявица   | Γκουγιαβίτσα | Декохтура    | Δεκοχτούρα   | местност С от Тиквени, между селото и Бистрица |
| Пелица    | Πέλιτσα      | Кипи         | Κῆποι        |                                                |

| Година    | 1913 | 1920 | 1928 | 1940 | 1951 | 1961 | 1971 | 1981 | 1991 | 2001 | 2011 | 2021 |
| --------- | ---- | ---- | ---- | ---- | ---- | ---- | ---- | ---- | ---- | ---- | ---- | ---- |
| Население | 888  | 1021 | 1083 | 1552 | 1271 | 1158 | 1118 | 1507 | 1758 | 1802 | 2099 | 2013 |

## Личности
Родени в Четирок
- Анестис Афендулидис (1941 - 2024), гръцки футболист
- Аргир Кузовски, гръцки партизанин
- Василис Доропулос (р. 1942), гръцки и френски скулптор
- Йоргос Аманатидис (р. 1970), гръцки футболист
- Йото[26][27] или Мито[28] Бурмашлиев (Бурмашлията, ? - 1904), български революционер, убит през юли 1904 година в Нестрам при нападението на къщата на чорбаджията Марко Аргиров[28]
- Коста Григоров Кръстев (1921 – ?), член на ГКП от 1943 г., включва се в партизанската бригада на Гоце в Югославия, а в 1944 година се мести в Първа македонска бригада „Народна отбрана“ в Скопие, войник на ДАГ (1947 – 1949), тежко ранен заминава на лечение в Полша, където живее от 1949 до 1954, когато се установява във Варна, България, оставя спомени[29]
- Константин Попантонов, български общественик, деец на „Охрана“
- Коста Качаунов (? - 1944), български революционер, войвода на „Охрана“
- Костадин, български свещеник, убит при потушаването на Илинденското въстание[30]
- Пандо Макриев (неизв. – 1944), главен ръководител на Македонобългарския комитет в Костурско през 1943 – 1944 година
- Пандо Паскалев, български революционер от ВМОРО, четник на Петър Христов Германчето[31]
- Паскал Иванов, македоно-одрински опълченец, 2 рота на 15 щипска дружина[32]
- Петър Гиров (Πέτρος Γκίρωφ), български революционер от „Охрана“[33][34]
- Тома Марков (1883 – ?), македоно-одрински опълченец, четата на Васил Чекаларов, 3 рота на 11 сярска дружина[35]
- Търпо Георгиев (1883 – 1917), български революционер, костурски войвода, македоно-одрински опълченец
- поп Христо, български свещеник, убит с камъни по време на Илинденско-Преображенското въстание по донос на митрополит Германос Каравангелис[36]
- Христо Шопов Четирски, деец на ВМОРО[37]
- Шериф Яшаров (1887 – ?), македоно-одрински опълченец, Костурска съединена чета, носител на бронзов медал[38]